# Bahnhof Hennigsdorf (b Berlin)
Der Bahnhof Hennigsdorf (b Berlin) ist ein Bahnhof in der brandenburgischen Stadt Hennigsdorf. Die an der Kremmener Bahn gelegene Station ist zudem Endbahnhof der Linie S25 der Berliner S-Bahn. Betrieblich ist die Kremmener Bahn seit dem Bau der Berliner Mauer 1961 geteilt, durchgehende Gleise existieren nicht mehr. Aus Richtung Norden wird Hennigsdorf von Regional- und Güterzügen angefahren, aus Richtung Süden ist der Bahnhof seit 1998 wieder an das Netz der Berliner S-Bahn angeschlossen.

## Geschichte
Der Bahnhof wurde am 1. Oktober 1893 eröffnet. Zwischen Berlin, Hennigsdorf und Velten entwickelte sich nach 1900 ein dichter Verkehr mit Vorortzügen. Zwischen 1921 und 1927 wurde die Strecke zwischen Tegel und Hennigsdorf auf einen Damm verlegt. 1927 wurde die Strecke zwischen Berlin und Velten mit Gleichstrom für den Vorortverkehr elektrifiziert, ab 1930 wurde die Bezeichnung S-Bahn gebraucht. Von 1931 bis 1945 war am Bahnhof zudem Endpunkt der Spandau-West–Hennigsdorfer Kleinbahn, welche als Linie 120 im Netz der Berliner Straßenbahn verkehrte.
Nach dem Ende des Zweiten Weltkrieges und der Deutschen Teilung lag der Bahnhof nicht weit von der Grenze zu West-Berlin. Der S-Bahn-Verkehr über die Grenze verlief zunächst noch ungehindert. Für die S-Bahn gab es seit 1954 einen zunächst Hennigsdorf Süd, später Stolpe Süd genannten Kontrollbahnhof zwischen dem Bahnhof Hennigsdorf und der Grenze, der ab 1958 auch dem öffentlichen Verkehr diente. Zur Umfahrung von West-Berlin entstand der Berliner Außenring, der im Norden von Hennigsdorf seit 1953 die Kremmener Bahn kreuzt. Am Schnittpunkt der beiden Strecken entstand zum Umsteigen der Bahnhof Hennigsdorf Nord, an welchem aufgrund der Konzeption als Turmbahnhof schnell und einfach umgestiegen werden konnte. Zudem wurden zwei Verbindungskurven zwischen Hennigsdorf und dem Außenring gebaut. Bereits 1951 hatte der Bahnhof zusammen mit den Bahnhöfen in Wildau und Königs Wusterhausen eins der drei ersten Gleisbildstellwerke der Deutschen Reichsbahn erhalten.
Mit dem Mauerbau am 13. August 1961 wurde der nach Berlin führende Verkehr unterbrochen und Hennigsdorf zum Endbahnhof auf dem Gebiet der DDR. Bis 1983 pendelten noch mit Gleichstrom betriebene S-Bahn-Züge zwischen Hennigsdorf und Velten, dann wurden sie durch Dieselzüge ersetzt. 1984 wurde der Bahnhof und die Strecke bis Velten und die Kurven zum Außenring mit Wechselstrom (Oberleitung) elektrifiziert.
Der S-Bahnhof wurde mit der, vorerst nur eingleisig, wieder eröffneten Teilstrecke zwischen Tegel und Hennigsdorf am 15. Dezember 1998 erneut in Betrieb genommen.
Für die Zukunft untersuchen die Länder Berlin und Brandenburg die Einbindung des derzeit in Hennigsdorf kopfmachenden Prignitz-Expresses über die Kremmener Bahn nach Berlin Gesundbrunnen. Der Bahnhof Hennigsdorf erhielte damit auch Richtung Süden (Berlin) wieder eine Regionalverkehrsverbindung, bis Tegel ist hierbei ein Mischbetrieb des Prignitz-Expresses mit der S-Bahn geplant.

## Anlagen

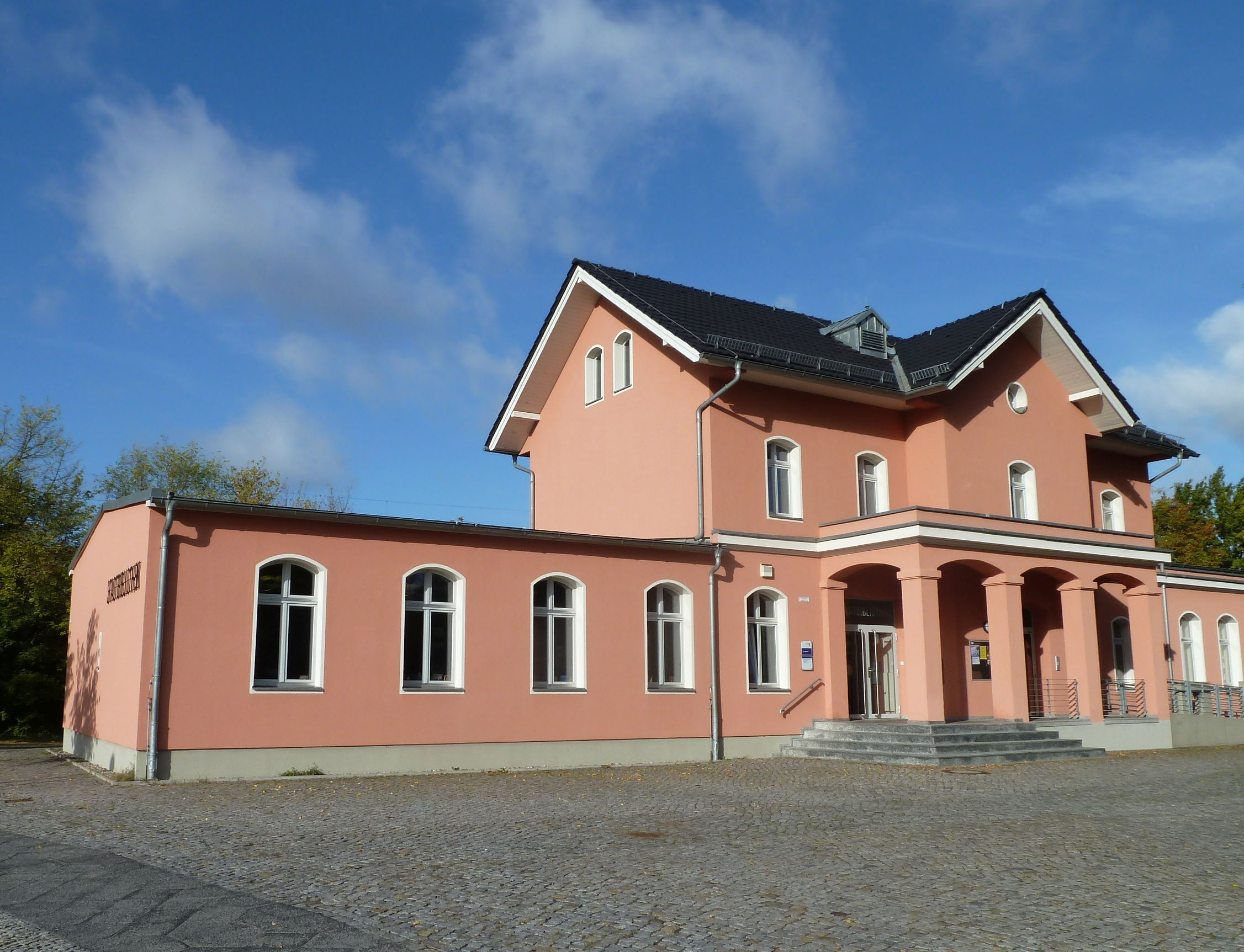
Altes Bahnhofsgebäude, heute Bibliothek

Der Bahnhof besitzt seit dem Umbau in den 1920er Jahren zwei Inselbahnsteige in Hochlage mit vier Bahnsteigkanten, die über zwei Tunnel an beiden Bahnsteigenden verbunden wurden. Eine Besonderheit ist, dass der östliche Bahnsteig seit der Wiederinbetriebnahme der S-Bahn 1998 geteilt ist. Im nördlichen, ursprünglichen Teil des Bahnsteiges halten die Regionalzüge an Kopfgleisen. Im südlichen, verkürzt neu errichteten, Teil endet die S-Bahn, ebenfalls an Kopfgleisen. Wegen der fehlenden Bahnsteiglänge können nur 6-Wagenzüge eingesetzt werden. Am westlichen Bahnsteig liegen zwei Kopfgleise aus Richtung Norden, die durchgehenden Gleise sind ebenfalls unterbrochen. Westlich davon liegen drei weitere, durchgehende Gleise, welche das südlich des Bahnhofs gelegene Werk von Alstom anschließen. Nördlich des Bahnhofs verzweigen sich die Gleise in Richtung Velten und in beide Richtungen zum Berliner Außenring. Das ehemalige zweite Gleis der Strecke in Richtung Velten gehört Alstom und dient als Prüfgleis für im Werk gebaute Eisenbahnfahrzeuge.
Am Bahnhofseingang aus Richtung südwestlicher Vorplatz befand sich bis Mitte 2016 eine kleine Ticketverkaufsstelle der S-Bahn Berlin. Die Verkaufsstelle wurde aufgrund von „extrem geringer“ Nachfrage geschlossen. Tickets im VBB Tarif können nun an den Fahrscheinautomaten auf den Bahnsteigen oder im Zeitungskiosk Eckert erworben werden, an den Fahrscheinautomaten sind ebenfalls Fahrkarten des DB-Tarifs erhältlich.
Das ehemalige Empfangsgebäude am nordöstlichen Ausgang wurde 1998/99 saniert und wird seitdem als Bibliothek genutzt. Zwischen diesem Gebäude und dem Bahndamm verläuft seit der Hochlegung der Bahntrasse ein Weg parallel zum Bahndamm, so dass keinerlei bauliche Verbindung zwischen Empfangsgebäude und den Bahnanlagen bestand.
Der nördliche Bahnhofstunnel wurde beim Umbau des Bahnhofs geschlossen. Geplant war es, diesen bis 2013 wieder zu eröffnen und auch einen Ausgang zur Poststraße auf der Westseite der Bahnanlagen bekommen. Eine entsprechende Baumaßnahme fand jedoch nicht statt.

## Personenverkehr

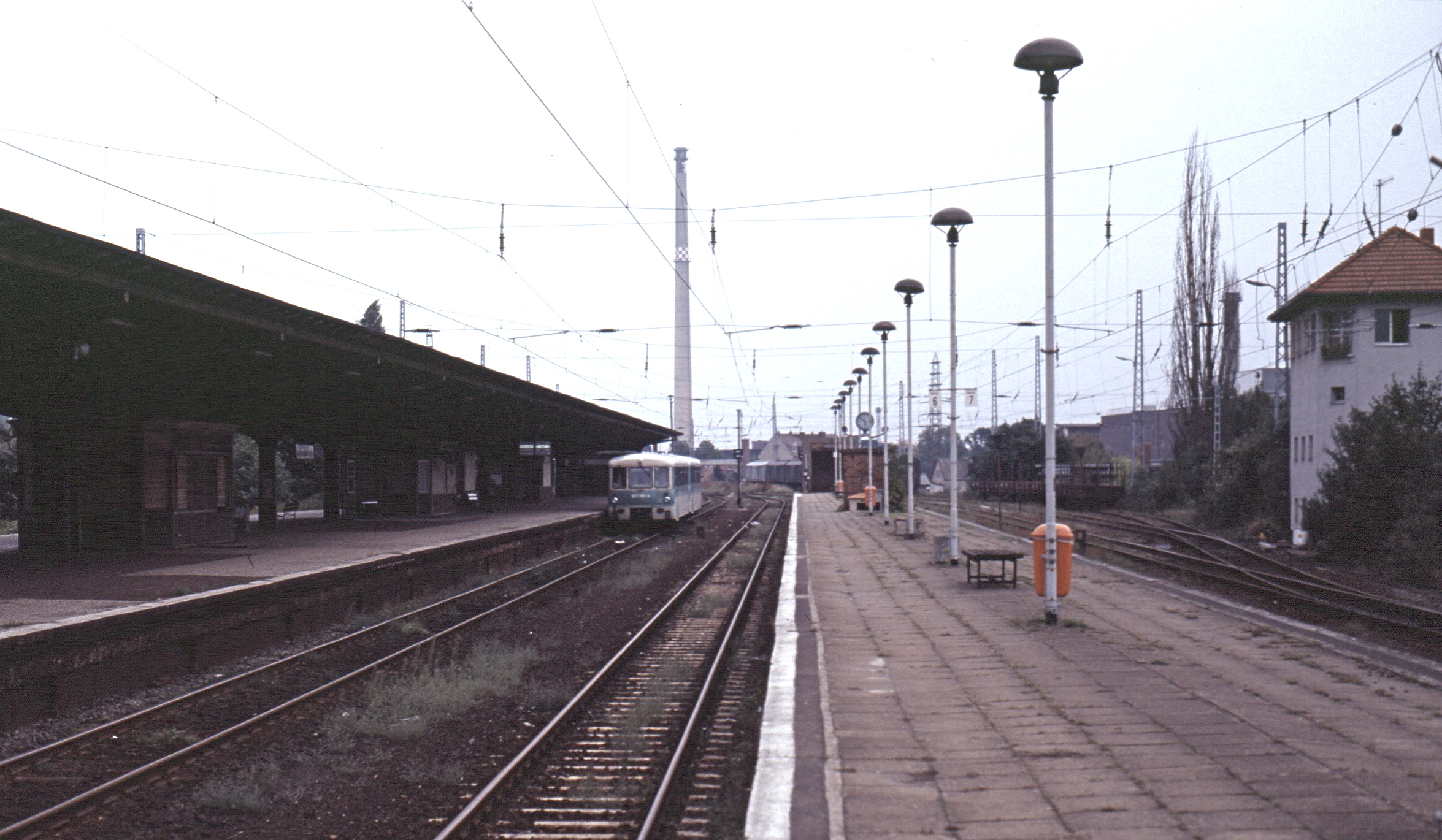
Ferkeltaxen am S-Bahnsteig, 1996

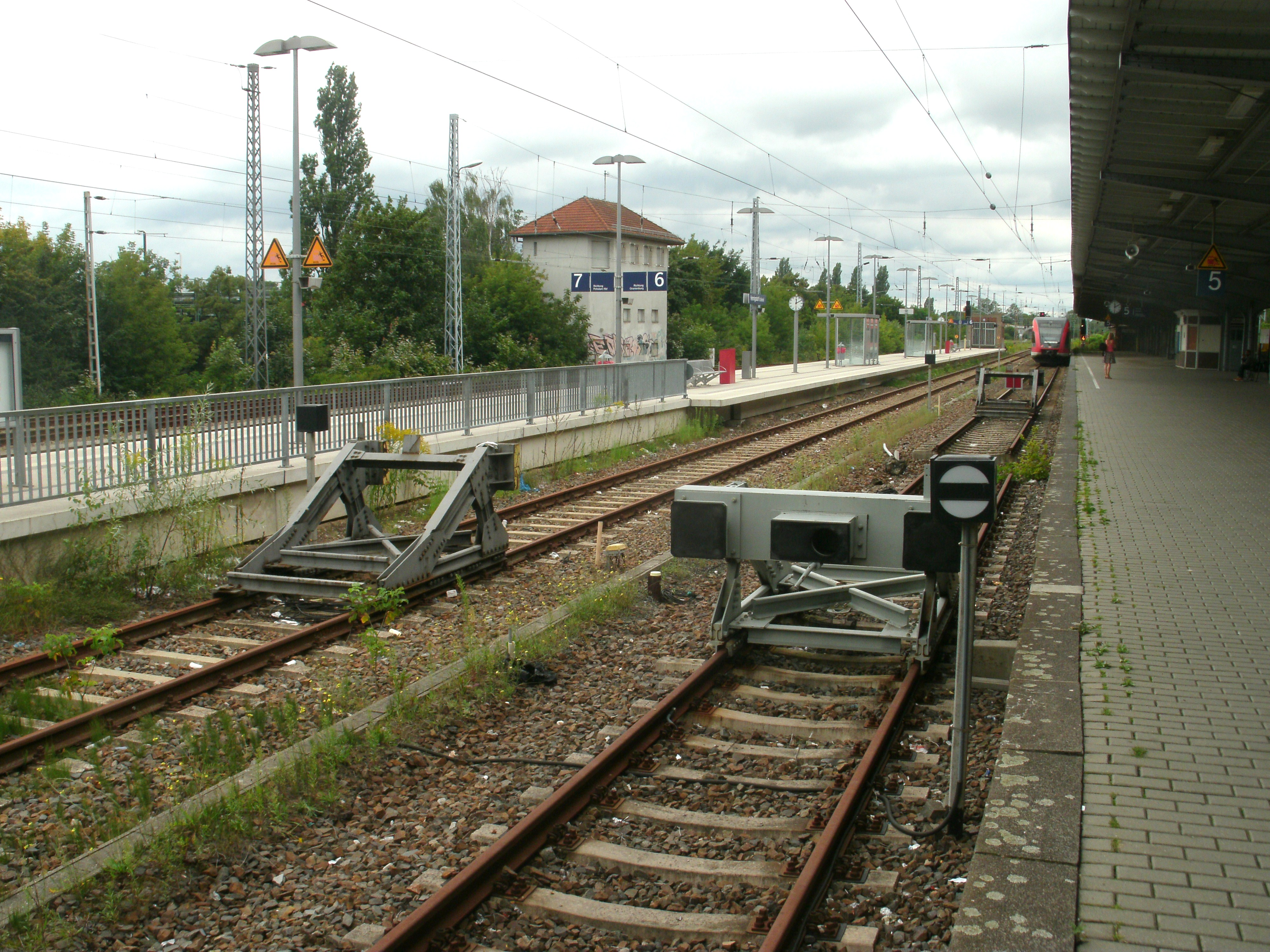
Die Bahnsteige im Bahnhof Hennigsdorf mit einem der beiden geteilten Gleise am südwestlichen Bahnsteig, vorne hält die S-Bahn, hinten der Regionalverkehr

Hennigsdorf war früher eine reine Zwischenstation für die Nahverkehrszüge der Kremmener Bahn. Seit 1927 wurde der Vorortverkehr mit Gleichstromzügen durchgeführt, für die sich seit 1930 die Bezeichnung S-Bahn einbürgerte. Vor dem Zweiten Weltkrieg verkehrten die S-Bahnen im 20-Minuten-Takt, im Berufsverkehr alle 10 Minuten von Berlin bis Velten. Weitere Personenzüge fuhren den Bahnhof nicht an. Nach dem Zweiten Weltkrieg lag Hennigsdorf an der Grenze zu West-Berlin. Der S-Bahn-Verkehr lief zunächst weiter. Über den Anfang der 1950er Jahre neu gebauten Berliner Außenring wurde ein Berufsverkehr sowohl aus Richtung Oranienburg und Birkenwerder als auch aus dem Raum Falkensee zum Bahnhof Hennigsdorf aufgenommen.
1961 wurde durch den Bau der Berliner Mauer der S-Bahn-Verkehr nach Berlin unterbrochen. Bis 1983 pendelten S-Bahn-Züge noch zwischen Hennigsdorf und Velten. Sie fuhren etwa zweimal stündlich, wenn auch ohne festen Takt. Hinzu kamen einige Züge in Richtung der Orte am westlichen Außenring und nach Oranienburg vor allem im Berufsverkehr. Nach 1983 wurde der Verkehr nach Velten auf lokbespannte Züge umgestellt. Der Abschnitt der Kremmener Bahn zwischen Hennigsdorf und Velten wurde 1984 mit Wechselstrom elektrifiziert. Der größte Teil der Züge auf dem Berliner Außenring nutzte nicht den Bahnhof Hennigsdorf, sondern den außerhalb der Stadt gelegenen Bahnhof Hennigsdorf Nord, die Züge in Richtung Velten dienten als Zubringer vom Bahnhof Hennigsdorf. Seit 1995 wird Hennigsdorf Nord nicht mehr bedient, seitdem fahren die meisten Nahverkehrszüge vom Außenring direkt in den Bahnhof Hennigsdorf.
Für einige Zeit verkehrte in den Jahren 1994/95 die sogenannte Duo S-Bahn (Linie S19) auf der 17 Kilometer langen Verbindung zwischen Hennigsdorf und Oranienburg. Zwischen Oranienburg und Birkenwerder fuhr sie mit Gleichstromantrieb auf den S-Bahn-Gleisen, zwischen Birkenwerder und Hennigsdorf mit Dieselantrieb auf dem Berliner Außenring über Hohen Neuendorf West.
Seit 1998 ist der Bahnhof wieder mit der Berliner S-Bahn direkt im 20-Minuten-Takt mit Berlin verbunden, die Fahrzeit beträgt bis Gesundbrunnen 26 und bis Friedrichstraße 34 Minuten.
Heute ist der Bahnhof Umsteigepunkt zwischen der Berliner S-Bahn sowie mehreren Regional-Express- und Regionalbahnlinien (siehe Tabelle). Die beiden stündlich verkehrenden Linien RE 6 und RB 55 werden montags bis freitags in der Hauptverkehrszeit durch zusätzliche Verstärkerfahrten der RB 55 ergänzt, so dass auf dem Abschnitt Hennigsdorf–Velten ein 20 Minuten-Takt zustande kommt.
| Linie                    | Linienverlauf | Takt (min)     | EVU              |
| ------------------------ | --- | -------------- | ---------------- |
| RE 6                     | Berlin-Charlottenburg – Berlin-Spandau – Falkensee – Hennigsdorf (b Berlin) – Velten (Mark) – Kremmen – Neuruppin – Wittstock (Dosse) – Pritzwalk – Wittenberge | 60             | DB Regio Nordost |
| RB 20                    | Potsdam Griebnitzsee – Potsdam Hbf – Golm – Hennigsdorf (b Berlin) – Hohen Neuendorf West – Birkenwerder (b Berlin) – Oranienburg | 60 (Mo–Fr)     | DB Regio Nordost |
| RB 55                    | Hennigsdorf (b Berlin) – Velten (Mark) – Bärenklau –Vehlefanz – Schwante – Kremmen | 60             | DB Regio Nordost |
| RB 55                    | Hennigsdorf (b Berlin) – Velten (Mark) | 60 (HVZ Mo–Fr) | DB Regio Nordost |
|                          | Hennigsdorf – Heiligensee – Schulzendorf – Tegel – Eichborndamm – Karl-Bonhoeffer-Nervenklinik – Alt-Reinickendorf – Schönholz – Wollankstraße – Bornholmer Straße – Gesundbrunnen – Humboldthain – Nordbahnhof – Oranienburger Straße – Friedrichstraße – Brandenburger Tor – Potsdamer Platz – Anhalter Bahnhof – Yorckstraße – Südkreuz – Priesterweg – Südende – Lankwitz – Lichterfelde Ost – Osdorfer Straße – Lichterfelde Süd – Teltow Stadt | 20             | S-Bahn Berlin    |
| Stand: 10. Dezember 2023 | |                |                  |

Vom Busbahnhof südwestlich des Bahnhofs besteht Anschluss zu Omnibuslinien der Berliner Verkehrsbetriebe, der Havelbus Verkehrsgesellschaft sowie der Oberhavel Verkehrsgesellschaft, u. a. nach Berlin-Spandau und Oranienburg.